# 環境リテラシー
環境リテラシー（かんきょうリテラシー、英: Environmental literacy）とは、環境問題に関わる人間の資質や能力を示す概念。
1987年のユネスコと国連環境計画（UNEP）が開いた世界環境会議では、すべての人が環境リテラシーを身につけることの重要性が示された。環境リテラシーは、米国環境保護庁（EPA）および、「環境教育トレーニング・パートナーシップ」（EETAP）によって次のように捉えられている。
「環境リテラシーは、環境教育プログラムの望まれる成果である。環境的なリテラシーを持った人とは、生態系と社会・政治的システムの両方を理解し、環境的な質の向上のために、その重要性を主張するあらゆる決定のために、その理解を適用しようとする意向を持つ。」
また、環境リテラシーを表す4つの要素としては、
- 個人・市民としての責任
- 環境問題を理解し、対処するための技能
- 環境的なプロセスやシステムについての知識
- 調査し分析する能力

があげられている。以上のように、環境リテラシーは、環境教育の目標の本質に関わるキーワードとして認知されている。
例えば、環境問題に対して、「個別の事象だけを切り離して見るのではなく、関連する時間軸や空間軸の中で総体として捉え、どこにどんなトレードオフがあるかを考えよう、そうして全体としての環境負荷を下げることを目指そう」という考え方が、環境リテラシーを身につける上で求められる。